# Sericania poonchensis
Sericania poonchensis är en skalbaggsart som beskrevs av Ahrens 2004. Sericania poonchensis ingår i släktet Sericania och familjen Melolonthidae. Inga underarter finns listade i Catalogue of Life.